# Золотарёв, Андрей Иванович
Андрей Иванович Золотарёв (25 апреля 1971, пгт. Некрасовка (в составе Москвы)) — российский игрок в хоккей с мячом, защитник и полузащитник, заслуженный мастер спорта России (1999).

## Карьера

### Клубная
Заниматься хоккеем с мячом начал в 1978 году в Некрасовке в детской команде «Спартака», с 1987 по 1989 год — в школе московского «Динамо».
Двухлетний перерыв в спортивной карьере был связан с  прохождением срочной военной службы в войсках связи.
Игровую карьеру начал в сезоне 1991/92 в составе подмосковной команды «Криогенмаш» (Балашиха), представляющую вторую лигу чемпионата страны.
В 1992 году был приглашён в московское «Динамо», которое в связи с нестабильной экономической обстановкой в стране покинули почти все ведущие игроки. За команду провёл пять сезонов, из которых два сезона вместе со своим старшим братом Алексеем Золотарёвым. С 1995 по 1997 год был капитаном команды.
На раннем этапе игровой карьеры выступал на позиции опорного полузащитника, в дальнейшем перейдя в защитную линию.
В 1997 году перешёл в архангельский «Водник», возглавляемый Владимиром Янко. Выступая за команду следующие 8 сезонов игровой карьеры, побеждает в семи чемпионатах России, дважды — в Кубке России и Кубке мира, трижды — в Кубке европейских чемпионов, в сезоне 2004/05 — во всех клубных турнирах сезона. В 1998 году был впервые включён в число 22-х лучших игроков сезона, в 2000 году впервые признан лучшим защитником сезона. В 2000 году был включён в символическую сборную «Водника» за 75 лет существования клуба.
В 2005 году вместе с ещё рядом ведущих игроков «Водника» и сборной России переходит в московское «Динамо», по итогам сезона 2004/05, завоевавшее место в высшем дивизионе чемпионата России. Выступая за «Динамо» 15 сезонов ещё восемь раз побеждает в чемпионате России, семь раз в Кубке России, трижды — в Кубке европейских чемпионов и Кубке мира, четыре раза в Кубке чемпионов Эдсбюна, в сезоне 2006/07 — вновь во всех клубных турнирах сезона, а также в составе сборной России на чемпионате мира 2007 года.
3 марта 2020 года провёл свой 732-й матч в высшем дивизионе отечественного хоккея с мячом и превзошёл рекорд Юрия Логинова, в дальнейшем доведя количество матчей в высшем дивизионе до 735.
По завершении сезона 2018/19 в возрасте 48 лет стал самым возрастным игроком, включённым в число 22-х лучших игроков сезона.
Завершив игровую карьеру в «Динамо» в марте 2020 года в возрасте 48 лет, что является российским рекордом, перешёл к тренерской деятельности и перед началом следующего сезона вошёл в тренерский штаб команды.

### Сборная России
С 1997 по 2010 год выступал в составе сборной России, пятикратный чемпион мира, лучший защитник чемпионата мира 2008 года.

## Отзывы и критика
«Когда уже работал в чемпионском «Воднике», увидел игрока в московском «Динамо». Долговязый, не очень хорошо владел коньками. Позже узнал, что Андрей хорошо играет в футбол. Сейчас даже не вспомню, что же меня зацепило, но стал наблюдать и пригласил в команду. Разговор был такой: если хочешь продолжать футбольную карьеру, поговорю с Палычем, он тебя проверит в дубле «Локомотива». Но он выбрал хоккей с мячом, о чём, думаю, не жалеет. Когда приглашал Андрея в «Водник», многие просто не понимали и спрашивали: зачем он тебе нужен? Но через год все увидели, что он великолепно разбирается в тактике, отлично читает игру. Футбольные навыки помогли ему стать одним из лучших хоккейных либеро».
— Владимир Янко

## Достижения

### Командные
«Водник»
 Чемпион России (7): 1997/98, 1998/99, 1999/2000, 2001/02, 2002/03, 2003/04, 2004/05 

 Серебряный призёр чемпионата России (1): 2000/01 

 Обладатель Кубка России (2): 2000, 2005 (весна) 

 Финалист Кубка России (2): 1999, 2001 

 Бронзовый призёр Кубка России (1): 2002 

 Обладатель Кубка европейских чемпионов (3): 2002, 2003, 2004 

 Финалист Кубка европейских чемпионов (3): 1997, 1998, 2000 

 Обладатель Кубка мира (2): 2003, 2004 

 Финалист Кубка мира (1): 2002 

 Обладатель Кубка чемпионов Эдсбюна (1): 2004 

«Динамо» (Москва)
 Чемпион России (8): 2005/06, 2006/07, 2007/08, 2008/09, 2009/10, 2011/12, 2012/13, 2019/20 

 Серебряный призёр чемпионата России (4): 2010/11, 2013/14, 2014/15, 2018/19 

 Бронзовый призер чемпионата России (1): 2015/16 

 Обладатель Кубка России (7): 2005 (осень), 2006, 2008, 2011 (весна), 2011 (осень), 2012, 2019 

 Финалист Кубка России (1): 2018 

 Бронзовый призёр Кубка России (1): 2009 

 Обладатель Суперкубка России (2): 2013 (весна), 2013 (осень) 

 Финалист Суперкубка России (2): 2019, 2020 

 Обладатель Кубка европейских чемпионов (3): 2006, 2008, 2009 

 Финалист Кубка европейских чемпионов (1): 2007 

 Обладатель Кубка мира (3): 2006, 2007, 2013 

 Обладатель Кубка чемпионов Эдсбюна (4): 2006, 2008, 2013, 2015 

 Финалист Кубка чемпионов Эдсбюна (2): 2010, 2014 

Сборная России
 Чемпион мира (5): 1999, 2001, 2006, 2007, 2008 

 Серебряный призёр чемпионата мира (4): 2003, 2005, 2009, 2010 

 Победитель Международного турнира на призы Правительства России (3): 1998, 2000, 2002 

 Бронзовый призёр Кубка губернатора Московской области (1): 2003 

 Обладатель Суперкубка Европы (1): 2005 (осень) 

### Личные
- В списке 22-х лучших игроков сезона (17 раз) 1998—2010, 2013, 2016, 2018, 2019
- Лучший защитник сезона: 2000, 2001, 2002, 2007, 2008, 2013
- Лучший защитник чемпионата мира: 2008
- Символическая сборная чемпионата мира: 2001
- Лучший защитник Международного турнира на призы Правительства России: 2000
- Символическая сборная Кубка мира: 1998, 2002
- Символическая сборная «Водника» за 75 лет: 2000

## Награды
- Медаль ордена «За заслуги перед Отечеством» II степени (21 мая 1999 года) — За успешную подготовку и активное участие в ХХI чемпионате мира по хоккею с мячом в городе Архангельске[12]
- Медаль ордена «За заслуги перед Отечеством» I степени (26 апреля 2007 года) — За заслуги в развитии физической культуры и спорта и многолетнюю добросовестную работу[13]

## Статистика выступлений
В чемпионатах России
```
  КОМАНДА                 СЕЗОН     И  М   П   О    Ш
  
Динамо (Москва)
        1992/93   24  1       1   35
  
Динамо (Москва)
        1993/94   26  2       2   55     
  
Динамо (Москва)
        1994/95   18  1       1   55
  
Динамо (Москва)
        1995/96   28  4       4  140
  
Динамо (Москва)
        1996/97   28  1       1  130
  
Водник (Архангельск)
   1997/98   28  0       0   45
  
Водник (Архангельск)
   1998/99   27  0       0   65
  
Водник (Архангельск)
   1999/00   28  1   0   1   60
  
Водник (Архангельск)
   2000/01   27  4   2   6   75
  
Водник (Архангельск)
   2001/02   25  7   1   8   50
  
Водник (Архангельск)
   2002/03   28  3   0   3  100
  
Водник (Архангельск)
   2003/04   28  6   0   6   95
  
Водник (Архангельск)
   2004/05   25  1   0   1   90
  
Динамо (Москва)
        2005/06   25  0   2   2  135              
  
Динамо (Москва)
        2006/07   28  0   6   6  165
  
Динамо (Москва)
        2007/08   27  2   5   7  115
  
Динамо (Москва)
        2008/09   18  1   2   3   60
  
Динамо (Москва)
        2009/10   35  5   7  12  220
  
Динамо (Москва)
        2010/11   25  0   5   5  120+К
  
Динамо (Москва)
        2011/12   21  0   6   6   70
  
Динамо (Москва)
        2012/13   28  0  13  13  170+К
  
Динамо (Москва)
        2013/14   27  0   7   7  170
  
Динамо (Москва)
        2014/15   24  0   0   0   60
  
Динамо (Москва)
        2015/16   28  2   2   4  190
  
Динамо (Москва)
        2016/17   28  2   0   2  160
  
Динамо (Москва)
        2017/18   26  2   2   4  100
  
Динамо (Москва)
        2018/19   37  0   2   2  225+К
  
Динамо (Москва)
        2019/20   18  0   0   0   40
  всего                  28 сез.  735 45  63 108 2995+3К
```

Примечание: Статистика голевых передач ведется с сезона 1999/2000

### Комментарии
1. ↑  Количество игр и голов за клуб(ы) в высшем дивизионе чемпионатов СНГ/России
2. ↑  Результативные передачи
3. ↑  Разделённое чемпионство